# 通波區

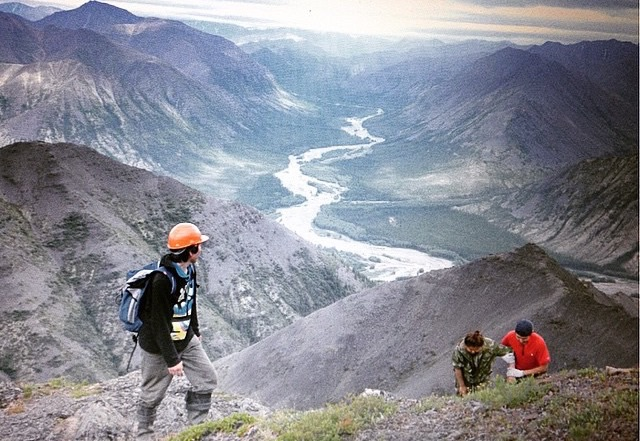

62°39′12″N 135°33′33″E / 62.65333°N 135.55917°E
通波區（俄语：Томпонский район），是俄羅斯的一個區，位於該國東部，由薩哈共和國負責管轄，始建於1931年5月20日，面積135,800平方公里，2010年人口14,099，人口密度每平方公里0.1人。